# ウェディングピーチDX
『ウェディングピーチDX』（ウェディングピーチ デラックス）は、テレビアニメ『愛天使伝説ウェディングピーチ』の続編のOVA作品。全4巻。1996年12月から1997年7月にかけて発売された。現在は、全巻廃盤となっている。なお、DVD-BOX 4（SALVIA BOX）に全4話収録されている。

## 概要
テレビアニメ版終了後の後日談を交えた『第2部』としての完全新作ストーリーとして制作された作品だが、企画立案者にしてテレビ版のシリーズ構成およびメイン脚本を担当した富田祐弘および、漫画版の作画者である谷沢直の両作者は本作の制作に対してはノータッチで、あくまでも原作者としてのくくりのみで名義が出ている。そのため、本作のシリーズ構成とメイン脚本は、監督の湯山邦彦が兼務担当となっている。また、主人公（花咲ももこ）役の声優の氷上恭子が第1話の一部のシーンの原画を担当した。
テレビアニメ版は基本的に女児向けだったため、お色気シーンはほとんどなかったが、このOVA版では少しだがある。
ももこたちは1つ進級し、中学2年生になっている（スカーレットは中学3年生）。愛天使たちはアフロディーテから新たな力を授かり覚醒。変身時にアイテムを使わず、リボンを螺旋状にして全身を包み、ウェディングドレスから一気にファイターエンジェルの姿へ変身する。新しい武器と戦闘コスチュームを身に纏い大幅にパワーアップした。前作とは違い、細かな部分を除いて基本的に4人共同じコスチュームである。胸部を覆っていたブレストアーマーは無くなり、替わりにそれぞれの愛天使の濃い色をしたバストカップが胸元を引き締めている。このバストカップはハート型をしており、胸の谷間を限界まで露出させている。また、天使の翼を思わせる白い装飾が施されている。肩から背中にかけて身に付けている金色のショルダーアーマーは白い羽で縁取られており、愛天使たちの意志によって羽は長く伸びて翼となり、鳥のように自由に空を飛べるようになる。頸部の黒いリボンの中央をつけた宝石は愛のウェーブの源であり、超必殺技を発動する際にウェディングピーチの両手に集める。
個々の攻撃する技も本編、または前世での技をベースにした新しい武器を身に付けて戦う。

## あらすじ
天使と悪魔の戦いに決着がつき、ももこたちもまた愛天使としての記憶を封じて日常へと戻ることになった。ところが夏休みの旅先、記憶を封じられたはずのももこが、自ら醸し出す愛のウェーブをきっかけとして人間界に封じられた悪魔の一匹が目覚めてももこたちを襲う。
ももこの危難を感知した天使界に住む愛と美の女神であるアフロディーテは緊急避難として、ももこの封印を解きパワーアップさせる。それに呼応してリリィ・デイジー・サルビアもまた愛天使としての記憶を取り戻して復活した。アフロディーテは語る。人間界にはまだ天使界と悪魔界の和睦を知らずに封印され、愛を滅そうと復活を企む悪魔族がいることを。そして、和睦を良しとせず封印された同胞を解放して再び天使と悪魔の争いを巻き起こそうとする悪魔たちや天使界のやり方に反発して天使界を追放された堕天使たちがいることを。
天使界も悪魔界も和睦時の人間界への不可侵条約があるがゆえに、こうした一派の動きに対して手を出すことが出来ない。唯一、彼らに立ち向かえるのは「人間界の住人」であるピーチたち以外にはいないのだ。
ピーチたちは苦労して手に入れた人間界の平和と安寧を護るため、そして愛する者との未来を手に入れるため、新たなる力を携えて天使界や悪魔界の過激反乱分子と戦うことになる。

## 登場人物

### メインキャラクター
花咲 ももこ（はなさき ももこ）／ウェディングピーチ
声 - 氷上恭子
本編の主人公で、愛天使の一人。中学2年生。悪魔族との戦いを終えてからは自身を愛天使に目覚めさせた女神アフロディーテに頼み、友人のゆり、ひなぎく、スカーレット共に愛天使としての記憶を消してもらって平穏な日々を送っていた。
第1話で悪魔界の生き残りであるクモ女に襲われた際に愛天使としての記憶を取り戻しウェディングピーチに変身。この世にはびこる悪と再び戦う。サッカーボールを模した形状のチョコレートを作れるなど手先は器用。
ようすけとの交際は今も続いている。
セント・フェザー・インパルス
ピーチの新必殺技。コスチュームに装備されている羽を鋭利に変形させて敵に向かって数十枚を投げ、悪魔の妖気に操られた人間を気絶させる。
セント・グレネード・クリティカル〜ハート・インパクト
愛天使4人のウェーブを頭上で重ね合わせて転生される新武器を持ち、レネードピストル型の光線銃で心のゆがんだ悪魔を浄化させる愛天使たちの超必殺技。愛天使4人のウェーブが必要不可欠なため、4人全員が揃わないと発動できない。
谷間 ゆり（たにま ゆり）／エンジェルリリィ
声 - 野上ゆかな
愛天使の一人で、ももこの友人。中学2年生。ウェディングピーチの登場によって愛天使の記憶を取り戻し、エンジェルリリィに変身した。
セント・スパイラル・ウィップ
リリィの新必殺技。太もものリングから取り出す強力な長い鞭で、ロープ部分が太いため、体に当たった時のダメージは大きい。遠くのものを引き寄せることできる。
珠野 ひなぎく（たまの ひなぎく）／エンジェルデイジー
声 - 宮村優子
愛天使の一人で、ももこの友人。中学2年生。ウェディングピーチの登場によって愛天使の記憶を取り戻し、エンジェルデイジーに変身した。いたずら好きな一面がある。
セント・ローリング・ブーメラン
デイジーの新必殺技。手首のリングから取り出して2本の三日月形のブーメランに回転させ投げる。メンバーを援護するときにも使われる。
スカーレット 小原（スカーレット おはら）／エンジェルサルビア
声 - 今井由香
愛天使の一人。ももこ達とは別の学校に通っている。中学3年生。ウェディングピーチの登場によって愛天使の記憶を取り戻し、エンジェルサルビアに変身した。
第4話は猫と体を入れ換えられたももこたちを見て「かわいい」と感激したり、その猫ももこたちを庇うために女子生徒たちの前でタバコを咥えて不良少女を演技するなどの面を見せた。
セント・ツイン・ソード
サルビアの新必殺技。腰のプロテクターから取り出して二本で一対の片刃の鋭い剣を使う。斬れ味は以前に比べさらに向上した。

### 愛天使の家族と仲間たち
じゃ魔ピー
声 - 松本美和
愛天使の戦いをフォローする小柄で丸い「おじゃ魔族」の妖精。ももこたちの愛天使に関する記憶消失に伴い、花咲邸の台所の床下で隠居の日々を送っていた。
風摩 ようすけ（ふうま ようすけ）
声 - 上田祐司
ももこの恋人。中学2年生。
正体は悪魔の血を継ぐ凶戦士ヴィエントだが、アフロディーテによってその記憶を消され、平穏な日々を送っている。
柳葉 和也（やなぎば かずや）
声 - 三木眞一郎
ゆりの恋人。
ももこたちはみんな進級しているのだが、柳葉だけは進級していない模様。テレビアニメ版同様、中学3年生の模様。
正体はかつて愛天使と共に戦った天使リモーネだが、柳葉和也として地上での生活を楽しみたいという自らの意思で記憶を消してもらった。そのため、本編ではリモーネに転生することはなく、物語にも深く関わらない。
天野 たくろう（あまの たくろう）
声 - 山口勝平
ひなぎくの幼馴染。中学2年生。学業成績優秀な天才少年だが、気弱な性格でたびたびひなぎくに助け船を出してもらっている。
花咲 さくら（はなさき さくら）／セレーソ
声 - 鈴鹿千春
ももこの母。正体は天使界の女神・アフロディーテの妹のセレーソ。かつては戦いによる負傷のため天使界においてその身を休めていたが、戦いも終わり平和を取り戻してからは再び地上人・花咲さくらとして花咲邸に戻ってきた。
花咲 翔一郎（はなさき しょういちろう）
声 - 中田和宏
ももこの父。職業はカメラマン。仕事に出るときは、妻であるさくらの手料理を持参することを欠かせない。
川浪 ひろみ（かわなみ ひろみ）
声 - 三石琴乃
かつては水魔族の悪魔「ポタモス」として愛天使と戦ったことのある少女。地上での名前は偽名。地上人として生きるようになってからは恋愛に尽くす多弁な少女となった。第3話においてももこ達と再会。記憶を消されていることを知らないゆえに、ようすけ達の前で愛天使や悪魔に関する発言をしてしまう。
自身から愛天使たちに害を与えることはなかったものの、自身が手に入れた黄金の像が敵である黄金仮面のマスクであったことに気づかず、トラブルメーカーとなった。

### 敵として立ちふさがる人物
クモ女
声 - 田中敦子
悪魔界の生き残り。第1話に登場。
和解し合えた天使界と悪魔界の不可侵条約を快く思っておらず、海に訪れたももこを襲い掛かったが、天使としての記憶を取り戻した愛天使たちによって浄化された。
オアシス
声 - 中田譲治
ワールドカンパニーの財閥を経営する大富豪の青年で、スカーレットの恋人。第2話に登場。
大富豪であるゆえに、たびたびテロリストに狙われていたが、乗馬クラブにてスカーレットが彼をテロから庇ったことからお互い惹かれ合うようになった。その面識からスカーレットの他、ももこたちも豪華客船でのパーティーに招待した。
その正体は天使と悪魔の和解を否定したために地上へ追放された堕天使であることが判明。船で暴れまわったが、彼を倒すことを決心したスカーレットにより浄化された。
黄金仮面
声 - ?
序盤から愛天使たちと激突した謎の仮面。第3話に登場。
川浪ひろみこと本来悪魔であったポタモスがたくろうに親しげに接したことでひなぎくの反感を買ってしまい一時孤立したため、愛天使三人を苦境に陥れたが、改心して増援に来たデイジーの参戦により、ピーチに浄化された。
ベルフェゴール
声 - 矢尾一樹
バレンタインデーのチョコレートを盗むことを目的とする悪魔。第4話に登場。天使界と悪魔界の不可侵条約を快く思わない悪魔たちの一人で、通称・「Dr.ベルフェゴール（ドクター-）」。
先端が二股に分かれ、片方には緑色をした玉が付いた杖を持つ。愛のウェーブの詰まったチョコを食べて「甘ったるい」と評価する感性の持ち主。盗んだチョコを食べている途中、愛天使たちに見つかるが、特技の魔術で愛天使たちを猫に転生し、再び悪事を働き始めた。その後、セレーソの力で元に戻った愛天使たちと再戦。巨大なチョコレートのモンスターを繰り出すが、浄化され自身は撤退して行った。猫に与えるためのキャットフードを食べていたり、建物の上に立っている時にサルビアがいきなり後ろから現れて驚き、危うく落ちそうになるなどコミカルな描写が多い。
第4話の内容から、物語が続くかのような終わり方であったが、結局詳細不明のまま終了した。
「チョコットナー」の呪文と共に右手から発射する黒色のエネルギーでそれぞれ小豆色・藍色・深緑色の体毛を持った猫たちを洗脳し、「チョコザイナー」の呪文と共に杖を地面に付きつけて発生させた薄紫の波動に相手を巻き込み、体を入れ替える魔術・「ヴィコヴェア・バルドプラグ」を使う。
キヨシロー、ジョン、シシタロー、男子生徒A
声 - 山崎たくみ
マツゴロー、トム、トラオ、男子生徒B
声 - 高木渉
各ストーリー毎に現れるナンパ男や外国人たち。
彼らのほとんどは悪魔に操られて愛天使たちを追い詰めた。

## スタッフ
- 原作 - 富田祐弘／TENYU、谷沢直／小学館
- 企画 - 浅賀孝郎、奥野敏聡
- プロデューサー - 梅下博文、岩川広司、神田修吉
- キャラクターデザイン - 只野和子、一石小百合
- 色彩設定 - 佐藤和子
- 美術監督 - 松本真奈美
- 撮影監督 - 池上元秋
- 音響監督 - 三間雅文
- 音楽 - 神津裕之
- 監督 - 湯山邦彦
- 色指定・検査 - 佐藤和子[1話・4話]、渡辺亜紀[2話]、長谷川一美[3話]
- 特効 - 西村龍徳
- 編集 - 関一彦、今井剛
- 現像 - イマジカ
- タイトル - マキ・プロ
- アニメーション制作 - ケイエスエス
- 制作協力 - O・L・M
- 製作 - ケイエスエス、NAS

## 主題歌

### オープニングテーマ
- 『Merry Angel』

作詞 - 佐藤ありす、作曲・編曲 - 斎藤かんじ、歌 - FURIL' （氷上恭子・宮村優子・野上ゆかな・今井由香）

### エンディングテーマ
- 『Sweet little love』

作詞 - 佐藤ありす、作曲・編曲 - 山本はるきち、歌 - FURIL' （氷上恭子・宮村優子・野上ゆかな・今井由香）

### 挿入歌
- 『夏がくれた宝石』

作詞 - RISA、作曲・編曲 - 山本はるきち、歌 - FURIL' （氷上恭子・宮村優子・野上ゆかな・今井由香）
- 『一億一の奇跡』

作詞 - RISA、作曲 - 斎藤かんじ、編曲 - 山本はるきち、歌 - 今井由香
- 『モノクローム』

作詞 - RISA、作曲 - 大和朗、編曲 - 山本はるきち、歌 - FURIL' （氷上恭子・宮村優子・野上ゆかな・今井由香）
- 『恋はプリズム』

作詞 - 中島えりな、作曲・編曲 - 斎藤かんじ、歌 - 氷上恭子

## 各話リスト
| 話数 | サブタイトル                            | 脚本     | 演出     | 絵コンテ | 作画監督   | 発売日         |
| ---- | --------------------------------------- | -------- | -------- | -------- | ---------- | -------------- |
| 1    | 愛天使復活! 〜海に行っても戦うわ〜      | 湯山邦彦 | 須藤典彦 | 鈴木敏明 | 一石小百合 | 1996年12月24日 |
| 2    | サルビアの恋 〜豪華客船でも戦うわ〜     | 湯山邦彦 | 須藤典彦 | 鈴木敏明 | 一石小百合 | 1997年2月28日  |
| 3    | 再会 〜クリスマスでも戦うわ〜           | 湯山邦彦 | 須藤典彦 | 鈴木敏明 | 一石小百合 | 1997年4月25日  |
| 4    | 偽りの愛天使 〜バレンタインでも戦うわ〜 | 湯山邦彦 | 浅田裕二 | 鈴木敏明 | 一石小百合 | 1997年7月25日  |